# Hans Frei (Heimatpfleger)
Hans Frei (* 30. September 1937 in Augsburg; † 10. Dezember 2024) war ein deutscher Bezirksheimatpfleger, Museumsdirektor, Naturschützer und Hochschullehrer. Er setzte sich zeitlebens für den Erhalt der Kulturlandschaft Schwabens sowie für Denkmal- und Naturschutz ein. Frei war bekannt für sein Engagement, historische Bauten zu bewahren, und wurde mehrfach für seine Verdienste ausgezeichnet.

## Leben und beruflicher Werdegang
Hans Frei kam am 30. September 1937 als zweites Kind des Werkmeisters Johann Frei und seiner Frau Karolina, geborene Ludwig, in Augsburg zur Welt. Er besuchte zunächst in Augsburg und Bobingen die Volksschule. 1948 ging er an das Realgymnasium in Augsburg und schloss die Schule 1957 mit der Hochschulreife ab. Anschließend studierte er bis 1964 Geographie, Geschichte und Germanistik an der Universität München. Auf das Staatsexamen für das höhere Lehramt an Gymnasien folgte die Promotion und die wissenschaftliche Assistenz am Geographischen Institut der Universität München. Von 1970 bis 1987 war er hauptamtlicher Bezirksheimatpfleger des Regierungsbezirks Schwaben, wo er sich für den Erhalt historischer Bauwerke und die Bewahrung naturnaher Landschaften einsetzte. Anschließend leitete er bis 2003 das Schwäbische Volkskundemuseum Oberschönenfeld (heute Museum Oberschönenfeld) sowie das Rieser Bauernmuseum Maihingen (heute Museum KulturLand Ries).
Neben seiner Arbeit als Heimatpfleger und Museumsdirektor engagierte sich Frei auch in der akademischen Lehre. Er vermittelte von 1973 bis 2013 an der Universität Augsburg und von 1993 bis 2013 an der Technischen Universität München ein tieferes Verständnis für die Bedeutung von Kultur- und Heimatpflege und verband dabei Theorie und Praxis durch organisierte Exkursionen.

## Wirken
Hans Frei war von 1986 bis 2013 Mitglied im Naturschutzbeirat der Regierung von Schwaben und setzte sich in Zusammenarbeit mit dem Bund Naturschutz für zahlreiche ökologische Projekte ein. So leistete er Widerstand gegen den Bau der A7 durch das Nördlinger Ries, gegen geplante Atomkraftwerke im Donauried und den Ausbau von Gewässern in Schwaben.
Zu seinen größten Erfolgen in der Denkmal- und Heimatpflege zählt die Rettung des Klosterareals Oberschönenfeld, das durch sein Engagement zu einem überregional bekannten Kulturzentrum wurde. Auch die Sanierung des Klosters Irsee und der Erhalt der Nördlinger Stadtmauer gehen auf seine Initiative zurück.
Darüber hinaus war Frei von 1972 bis 2013 Mitglied der Schwäbischen Forschungsgemeinschaft und leitete seit 2012 den Arbeitskreis „Landeskunde“ beim Bayerischen Landesverein für Heimatpflege.
Er war bekannt für seinen streitbaren Charakter, der ihn oft in Konflikte mit dem „Zeitgeist“ brachte. Dennoch verfolgte er stets das Ziel, die kulturellen und natürlichen Schätze Schwabens zu bewahren und einer breiten Öffentlichkeit zugänglich zu machen.

## Publikationen (Auswahl)
Frei veröffentlichte zahlreiche Publikationen zu Landeskunde, Denkmalpflege, Volkskunde und Museologie:
- Der frühe Eisenerzbergbau und seine Geländespuren im nördlichen Alpenvorland. Kallmünz, 1966
- 50 Jahre Heimatpflege in Schwaben 1929–1979. Augsburg, 1979
- Lebendiges Schwaben – Vom Ries zum Allgäu. Augsburg, 1981
- Schwaben: Kunstfahrten zwischen Lech und Bodensee. München, 1987
- Archäologische Wanderungen im Ries. Stuttgart, 1988
- Bauernhäuser in Bayern – Schwaben. München, 1999.
- Museen in Schwaben. Lindenberg im Allgäu, 2001
- Die Stauden – Porträt einer Landschaft in Bayerisch-Schwaben. Augsburg, 2006
- Schwaben in Bayern – Historisch-geographische Landeskunde eines Regierungsbezirks. Lindenberg im Allgäu, 2017
- Bedeutsame Kulturlandschaften in Bayerisch Schwaben. Lindenberg im Allgäu, 2021

## Auszeichnungen
Hans Frei wurde für seine Verdienste mehrfach geehrt:
- Bayerische Denkmalschutzmedaille
- Bayerische Naturschutzmedaille
- 2000: Ehrenring in Gold des Landkreises Augsburg
- 2006: Aventinus-Medaille des Verbandes bayerischer Geschichtsvereine
- 2008: Bayerischer Verdienstorden
- 2010: Landeskundepreis der Bayerischen Gesellschaft für Landeskunde